# Dom Turysty PTTK na Ślęży

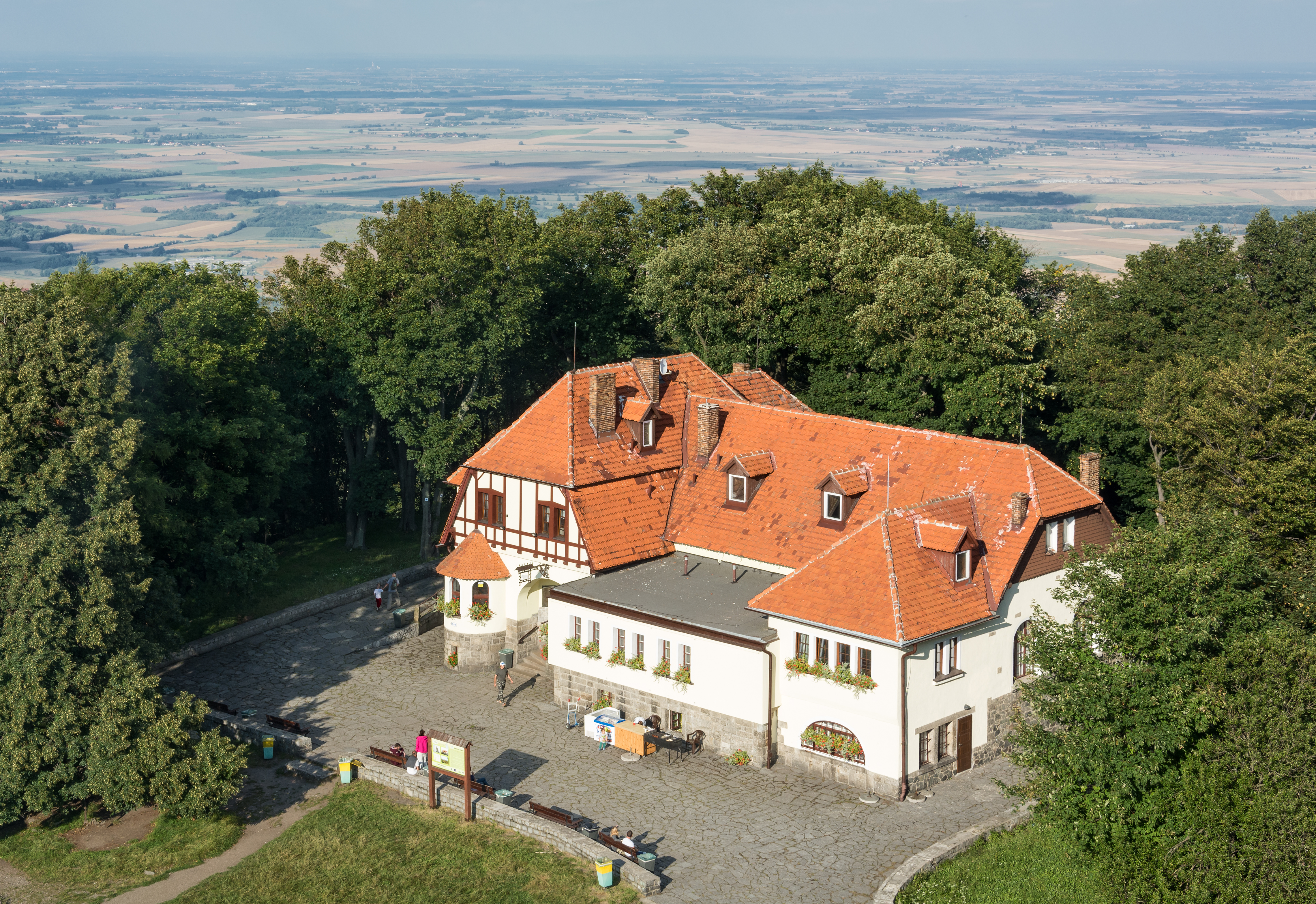
Widok z kościoła NMP na Ślęży

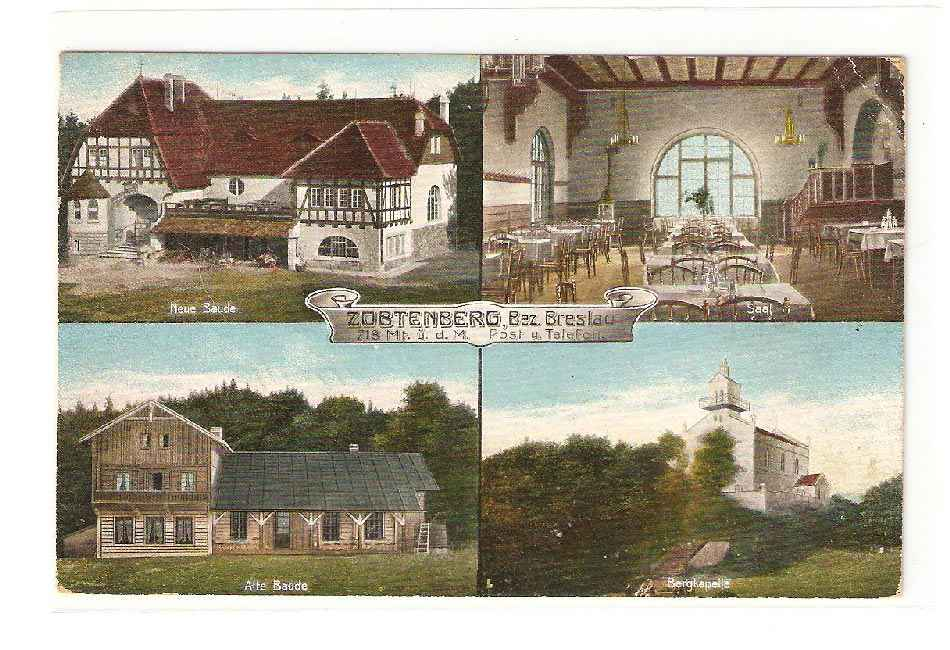
Pocztówka z 1912 roku przedstawiająca nowe i stare schronisko

Dom Turysty PTTK na Ślęży – obiekt turystyczny (do niedawna schronisko turystyczne) położony na szczycie Ślęży, na wysokości 718 m n.p.m., noszący imię Romana Zmorskiego.
Budynek wpisany jest do rejestru zabytków pod numerem rej.: A/5281/593/W z 9.06.1988.

## Historia
Pierwszy obiekt na górze powstał w 1837, był to mały drewniany domek nazywany Mooshaus lub Mooshütte (Omszały Domek), działający jedynie w lecie. Obok schroniska uruchomiono kawiarnię. Ślęża była popularnym celem turystów i wkrótce ruch turystyczny się zwiększył – dla jego obsługi wybudowano w latach 1851–1852 nowe (później określane jako „stare” – Alte Baude) schronisko: również było drewniane i reprezentowało modny wówczas styl szwajcarski (zwłaszcza pierwsze piętro; parterowa część miała podcienie). Znajdowało się między dzisiejszym schroniskiem a kościółkiem.
Niedługo po otwarciu obiekt rozbudowano, ale i on powoli stawał się za ciasny. Po odrzuceniu pomysłu kolejnej rozbudowy starego budynku zdecydowano się w 1902 na nowe, murowane schronisko piętrowe z podmurówką (Neue Baude). Powstało ono pod patronatem Ślężańskiego Towarzystwa Górskiego (Zobtengebirgsverein, ZGV) z Sobótki. Projektantem został Karl Klimm, a budowę sfinansował Georg Haase, właściciel E. Haase, Lagerbierbrauerei, przy ul. Krakowskiej 88-106, największego browaru z Wrocławia. Budowę rozpoczęto 22 maja 1907, a zakończono rok później i uroczyście otwarto 23 maja 1908 przy udziale licznych gości oraz zgromadzonych turystów.
Jednym z najciekawszych pomieszczeń było tzw. Pustelnia Ślężańska (niem. Zobtenklause), czyli sala ZGV – w bogato urządzonym wnętrzu, wśród licznych myśliwskich trofeów, spotykali się członkowie Towarzystwa. Zachowała się częściowo oryginalna stolarka. Dziś nosi nazwę Sali Rycerskiej.
Po II wojnie światowej budynek nowego schroniska przejęło Polskie Towarzystwo Turystyczno-Krajoznawcze z Wrocławia, natomiast stare stopniowo niszczało i rozebrano je w latach 50. XX wieku. W latach 60. przebudowano nowe schronisko, likwidując m.in. taras przy wejściu.
W 1967 budynek został nazwany imieniem Romana Zmorskiego, który przebywał na Ślęży w 1848 i wpisał się do księgi pamiątkowej.
Przed kilkoma laty oficjalnie zmieniono jego kategorię na Dom Turysty – w wyniku tego zabiegu budynek funkcjonuje na innych zasadach niż schroniska PTTK (m.in. nie obowiązuje w nim regulamin PTTK). Obecnie obiekt boryka się z brakiem bieżącej wody i w związku z tym nie udziela noclegów i prowadzi tylko działalność gastronomiczną.

## Wyposażenie schroniska
- 23 miejsca noclegowe w pokojach 2-, 4- i 10-osobowych,
- 80 miejsc w bufecie[1].

Obecnie (luty 2014) baza noclegowa w obiekcie jest nieczynna do odwołania.